# Pteris dalhousiae
Pteris dalhousiae är en kantbräkenväxtart som beskrevs av William Jackson Hooker. Pteris dalhousiae ingår i släktet Pteris och familjen Pteridaceae. Inga underarter finns listade.